# Refused
Refused — шведская рок-группа, исполняющая песни в стиле хардкор-панк. Была основана в шведском городе Умео в 1991 году. До своего распада в 1998 году группа успела выпустить пять мини-альбомов и три альбома. Журнал Kerrang! поставил третий альбом группы The Shape of Punk To Come на тринадцатое место в рейтинге «Самые важные музыкальные альбомы всех времён». Текстам песен группы свойственны леворадикальная, антикапиталистическая и нонконформистская направленность.

## История
Группа была основана в 1991 году четырьмя музыкантами — Деннисом Люкссеном, Давидом Сандстрёмом, Кристофером Стееном и Юном Бреннстрёмом. В этом же году они выпустили свой первый демосборник — Refused. Через три года, в 1994 году группа, уже с немного изменённым составом выпускает свой первый музыкальный альбом под названием This Just Might Be the Truth.
Окончательный состав Refused состоял из Денниса Люкссена, Давида Сандстрёма, Кристофера Стеена и Юна Бреннстрёма. В 1996 выходит второй альбом группы под названием Songs to Fan the Flames of Discontent, а позже и нашумевший The Shape of Punk to Come. Также стоит заметить, что у группы никогда не было постоянного бас-гитариста.
В 1998 году Refused распалась. Причиной распада оказалась утрата творческого потенциала группы и разнообразные амбиции её членов. Как говорили сами музыканты, после выхода альбома The Shape of Punk to Come выступления группы были эмоциональными и разрушительными, а их финальный тур не оправдал ожиданий. После окончания финального тура группа распалась. Последнее выступление Refused состоялось в узком круге друзей в США, но в итоге было разогнано полицией.

### Последнее послание
После распада группы её члены написали пламенное послание фанатам и прессе под названием «Refused Are Fucking Dead». Позже его разместили на сайте лейбла группы Burning Heart.
Немного времени спустя они заявили что больше не будут давать интервью «тупым репортерам и их газетам», а также запретили публиковать прессе фотографии группы.

### После распада
Солист Refused Деннис Люкссен ушёл в группу The (International) Noise Conspiracy, остальные участники основали коллектив TEXT, а в мае 2008 года Деннис с Давидом Сандстрёмом основали новую группу под названием AC4.
Кристофер Стеен ныне работает главой издательства. В 2008 году вышла его книга под названием «Refused Are Fucking Dead».

### Воссоединение
9 января 2012 года Refused официально подтвердили, что выступят на фестивале Коачелла в апреле, подтверждая слухи о своём воссоединении, ходившие с осени 2011 года. Возвращение подтвердил и Деннис Люкссен на своей странице в Facebook и в Twitter-аккаунте группы словами «Refused Are Not Fucking Dead». Позже группа подтвердила даты выступлений в Германии, Италии в июне, на фестивале Groezrock в Бельгии в апреле и Way Out West Festival в Гётеборге в августе 2012 года. 29 февраля 2012 года в Умео группа сыграла тайный концерт, ставший их первым выступлением с 1998 года.
В 2014 году о своём уходе из группы заявил гитарист Юн Бреннстрём.

### Новый материал и работа над Cyberpunk 2077
В 2015 году Refused выпустили свой четвёртый студийный альбом Freedom. Некоторые треки спродюсировал Shellback, известный по работе с поп-исполнителями. В июле 2019 года CD Projekt RED заявили о совместной работе с Refused. Группа записала мини-альбом вымышленной группы SAMURAI из компьютерной игры Cyberpunk 2077. 18 октября 2019 года вышел альбом War Music.
В ноябре 2020 вышел альбом The Malignant Fire.

## Состав
- Деннис Люкссен — вокал
- Давид Сандстрём — ударные, гитара
- Кристофер Стеен — ударные, гитара, бас-гитара
- Маттиас Берьед — гитара

### Бывшие участники
- Юн Бреннстрём — бэк-вокал, гитара (1995—1998, 2012)
- Маркус Бьёрклунд — бас-гитара (1992—1995)(участвовал только в записи The Shape of Punk To Come)
- Юнас Эрикссон — бас-гитара (1996—1997)
- Пер Ханссон — гитара (1991—1994)
- Маркус Хёггрен — бас-гитара (1995—1997)
- Хенрик Янсон — гитара (1992—?)
- Андерс Юханссон — бас-гитара (не принимал активного участия)
- Юнас Линдгрен — бас-гитара (1991)
- Ульф Нюберг — бас-гитара (1997—1998)
- Йеспер Сундберг — бас-гитара (1994)

## Дискография

### Студийные альбомы
| Год  | Детали альбома |
| ---- | --- |
| 1994 | This just Might Be… The Truth - Издан: Октябрь 1, 1994 - Переиздан: Январь 1, 1997 - Лейбл: Startrec / We Bite Records / Burning Heart Records - Формат: CD,кассета                           |
| 1996 | Songs to Fan the Flames of Discontent - Издан: Сентябрь 15, 1996 - Переиздан: Май 24, 2004 - Лейбл: Startrec/ We Bite Records / Victory Records / Burning Heart Records - Формат: CD, кассета |
| 1997 | The E.P. Compilation - Издан: Сентябрь 15, 1997 - Переиздан: 2002 - Лейбл: Startrec / We Bite Records / Burning Heart Records - Формат: CD, кассета                                           |
| 1997 | The Demo Compilation - Released: Сентябрь 15, 1997 - Label: Burning Heart Records / Startracks - Format: CD                                                                                   |
| 1998 | The Shape of Punk To Come - Издан: Октябрь 27, 1998 - Переиздан: Апрель 21, 2002 - Лейбл: Burning Heart Records / Epitaph Records - Формат: CD,DVD-Audio                                      |
| 2015 | Freedom - Released: Июнь 30, 2015 - Label: Epitaph Records - Формат: CD, ЦД |
| 2019 | War Music - Издан: Октябрь 18, 2019 - Лейбл: Spinefarm Records - Формат: CD, ЦД |